# Дідковський Леонід Іванович
Леонід Іванович Дідко́вський (нар. 25 листопада 1927, Недашки — пом. 5 вересня 2004, Київ) — український військовий диригент, педагог. Заслужений діяч мистецтв УРСР з 1973 року.

## Біографія
Народився 25 листопада 1927 року в селі Недашках (тепер Коростенський район Житомирської області, Україна). 1951 року закінчив Інститут військових диригентів у Москві (викладачі П. Володський, Г. Столяров). Член ВКП(б) з 1951 року.
У 1951–1974 роках працював диригентом оркестрів військових навчальних закладів у Кіровограді, Василькові, Києві; у 1975–1976 роках очолював творчий відділ і був членом правління Музичного товариства УРСР. З 1976 по 1997 рік викладав у Київському музичному училищі імені Рейнгольда Ґлієра.
Помер в Києві 5 вересня 2004 року.

## Творчість
Автор творів:
- для духового оркестру — «Полька Марічка», марш «Слава робочим рукам»;
- для труби з оркестром — «Поема», «П'єса»;
- для валторни з оркестром — «П'єса».

Склав методичний посібник «Методичні поради диригентам самодіяльних духових оркестрів» (1974, Київ). Переклав для духового оркестру «Гуцульську рапсодію» Георгія Майбороди, «Концертний вальс» Аркадія Філіпенка, твори Ігора Шамо, Лева Колодуба, Платона Майбороди, Всеволода Рибальченка.